# Rough and Rowdy Ways
Albums de Bob Dylan
The Bootleg Series Vol. 15: Travelin' Thru, 1967–1969
(2019)
Rough and Rowdy Ways est le trente-neuvième album studio de Bob Dylan.
Le 8 mai 2020, Dylan annonce la sortie de l'album pour le 19 juin 2020. Il s'agit de son premier album de chansons originales depuis Tempest en 2012,,.
Trois titres ont été révélés au public en amont de la sortie de l'album : Murder Most Foul le 27 mars, I Contain Multitudes le 17 avril, et False Prophet le 8 mai. Le premier single, Murder Most Foul, long de 17 minutes, fait référence à l'assassinat du président Kennedy en 1963.

## Titres
| 1.    | I Contain Multitudes                       | 4:36  |
| 2.    | False Prophet                              | 6:00  |
| 3.    | My Own Version of You                      | 6:41  |
| 4.    | I've Made Up My Mind to Give Myself to You | 6:32  |
| 5.    | Black Rider                                | 4:12  |
| 6.    | Goodbye Jimmy Reed                         | 4:13  |
| 7.    | Mother of Muses                            | 4:29  |
| 8.    | Crossing the Rubicon                       | 7:22  |
| 9.    | Key West                                   | 9:34  |
| 10.   | Murder Most Foul                           | 16:54 |
| 70:33 |                                            |       |

## Critique
L'album, multipliant « les juxtapositions baroques », figure parmi la liste des 666 disques incontournables selon le magazine français Rock & Folk.

## Interprétations sur scène
Si certains titres comme False Prophet ou de Crossing The Rubicon sont franchement blues, d'autres s'apparentent à des ballades : Black Rider, My Own Version of You, Key West (Philosopher Pirate) ou encore I’ve Made Up My Mind to Give Myself to You. Ces morceaux sont interprétés notamment lors d'une tournée européenne à Prague, Londres, et Paris, en 2024.